# Apple Wallet
Apple Wallet (abreviado app Wallet, anteriormente Apple Passbook) é um aplicativo móvel incluído com o sistema operacional iOS e watchOS que permite aos usuários armazenar cupons, cartões de embarque, carteiras de identidade de estudante, ingressos para eventos, ingressos de cinema, ingressos de transporte público, cartões de loja, e - começando com iOS 8.1 - cartões de crédito, cartões de débito, cartões pré-pagos e cartões de fidelidade via Apple Pay. Ele foi projetado pela Apple Inc. e apresentado na Apple Worldwide Developers Conference 2012 (WWDC) em 11 de junho de 2012. O aplicativo apareceu pela primeira vez no iOS 6 em 19 de setembro de 2012. O Apple Wallet também é a principal interface com o Apple Card, o serviço de cartão de crédito recém-anunciado da Apple, disponível nos Estados Unidos.

## História
O Apple Passbook foi anunciado em 11 de junho de 2012 na WWDC 2012. Este permaneceu o nome do aplicativo por 5 anos, 3 meses e 3 dias até o lançamento do iOS 9 em 16 de setembro de 2015, embora o anúncio de que o nome mudaria foi feito em 8 de junho de 2015 no evento WWDC 2015.

## Recursos
O Wallet exibe códigos de barras Aztec, PDF417 e QR 2D e códigos de barras Code 128 1D começando com o iOS 9. Cada cupom ou ingresso digital é conhecido como "tíquete". Each digital coupon or ticket is known as a "pass". Quando o usuário inicia o Wallet pela primeira vez, uma breve tela de introdução aparece com um botão convidando os usuários a navegar pelos aplicativos da App Store com integração ao Wallet. Os tíquetes também podem ser distribuídos online através do Safari, enviados ao usuário por e-mail ou digitalizados usando o scanner embutido no Wallet.
Os tíquetes são sincronizados entre dispositivos iOS usando iCloud, e OS X 10.8.2 e posterior também suportam a abertura de tíquetes para serem enviados aos dispositivos iOS dos usuários. Embora o aplicativo esteja disponível no iOS 6 ou posterior, ele está disponível apenas no iPhone e iPod Touch, mas não no iPad.
O Wallet possui os seguintes recursos:
- Exibe códigos de barras 2D dos seguintes tipos: Aztec, PDF417 e QR.
- Exibe códigos de barras 1D dos seguintes tipos: Código 128 começando com iOS 9.
- Gatilho por localização. Até 10 locais podem ser adicionados a cada Tíquete. Uma localização é programada como coordenadas de GPS (longitude, latitude e altitude) e/ou iBeacon UUID. (O UUID é um identificador exclusivo universal que é um código de 32 caracteres ASCII ou um código gerado automaticamente a partir de um nome usando a API PassKit).
- Gatilho pelo tempo de passagem.
- Localização do tíquete. Até 35 idiomas podem ser armazenados para cada passe no Wallet.[9]
- As alterações de tíquete podem ser enviadas por push através do Apple Push Notification Service pelo fornecedor do tíquete ou atualizadas manualmente pelo próprio usuário.

Vários desenvolvedores de terceiros criaram aplicativos semelhantes para outros sistemas operacionais, como Pass2U Wallet ou PassWallet para Android e BlackBerry, que suportam a importação e visualização de tíquetes do Wallet. O Windows Phone 8.1 também suporta o formato de tíquete da Apple, embora as atualizações dinâmicas não sejam suportadas. Alguns emissores de tíquetes também suportam a visualização de tíquetes em qualquer navegador da web.

## Ecossistema

Logo do adicionar ao Apple Wallet

Os tíquetes existem em um ecossistema maior, porque os tíquetes são criados como um pacote. O pacote é um modelo de tíquete, que é criado com um assinante de tíquete, junto com os dados relevantes e uma chave privada. Os tíquetes podem ser atualizados a qualquer momento usando a API PassKit e um aplicativo iOS pode interagir diretamente com os tíquetes armazenados no Wallet.
Os tíquetes são apresentados e gerenciados pelo Wallet. Sistemas e aplicativos interagem com passes por meio da API PassKit.
Em sua forma mais simples, uma interação (ou transação) entre um tíquete e um sistema é facilitada por um código de barras 2D ou o código QR moderno, embora exija que o cliente inicie a atividade.

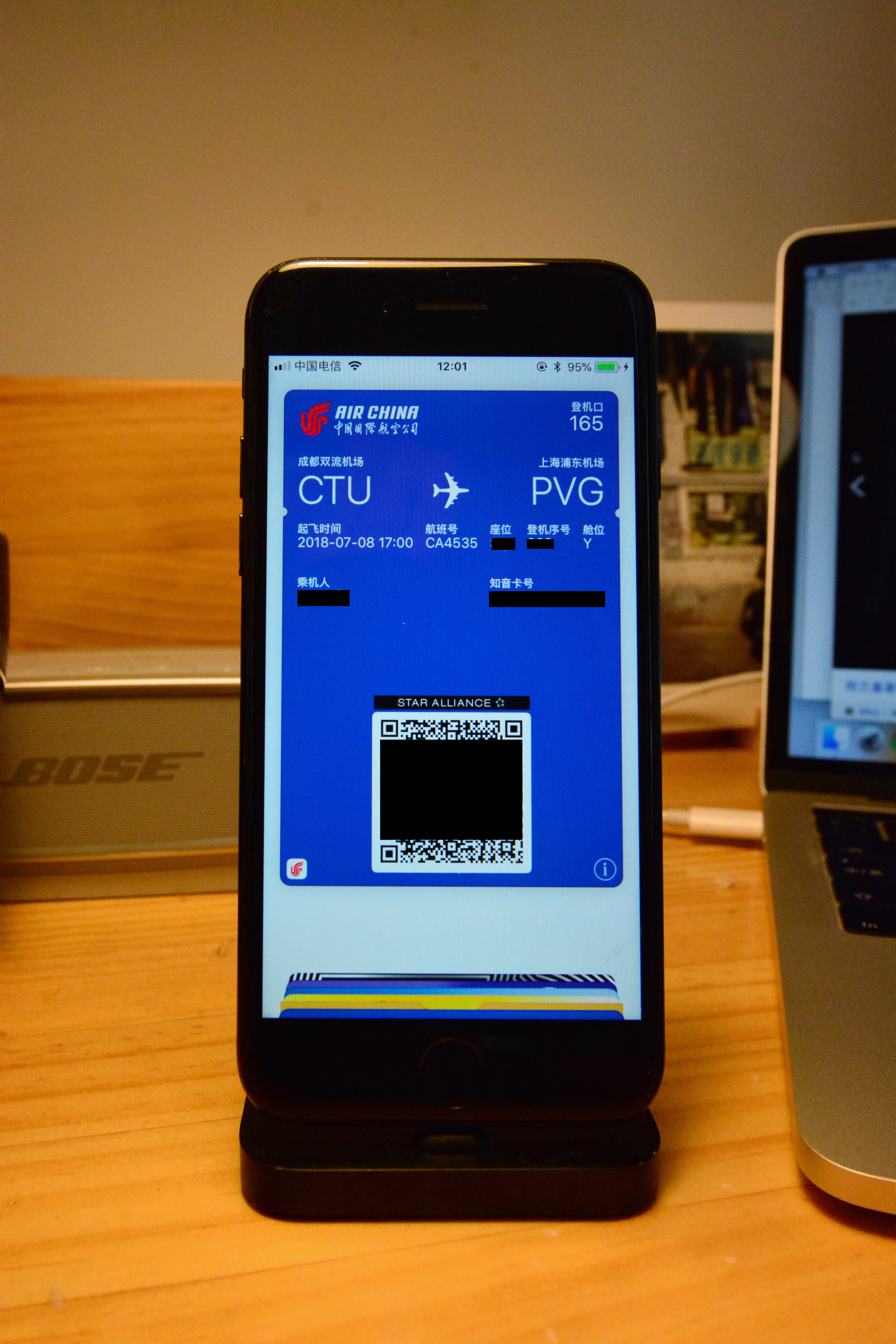
Cartão de embarque eletrônico de um voo da Air China mostrado no Apple Wallet no iPhone 7

No final de 2014, as primeiras implementações conhecidas utilizando o geofencing sem fio iBeacon começaram a aparecer em locais de varejo nos Estados Unidos. As soluções iBeacon permitiram aos varejistas transmitirem um aviso de tela de bloqueio não solicitado para smartphones dentro do alcance do Bluetooth.
Em 2015, a Apple incorporou a capacidade de apresentar um cartão de fidelidade no Wallet a um terminal de ponto de venda via NFC. A Walgreens possibilitou isso primeiro com seu programa de fidelidade Balance Rewards; os clientes podem adicionar seu cartão à carteira por meio dos aplicativos móveis Walgreens ou Duane Reade e tocar seu telefone no terminal quando for solicitado o cartão de recompensa.

## Distribuição
Os passes podem ser distribuídos por e-mail, SMS, MMS, mídia social, um aplicativo e como códigos QR.